# ألبرت تايلور (كاتب سيناريو)
ألبرت تايلور (بالإنجليزية: Samuel A. Taylor) (و. 1912 – 2000 م) هو كاتب سيناريو، وكاتب مسرحي، ومخرج أفلام، ومخرج مسرحي أمريكي، ولد في شيكاغو، توفي عن عمر يناهز 88 عاماً.

## وصلات خارجية
- ألبرت تايلور على موقع IMDb (الإنجليزية)
- ألبرت تايلور على موقع ألو سيني (الفرنسية)
- ألبرت تايلور على موقع أول موفي (الإنجليزية)
- ألبرت تايلور على موقع قاعدة بيانات برودواي على الإنترنت (الإنجليزية)
- ألبرت تايلور على موقع قاعدة بيانات الأفلام السويدية (السويدية)
- ألبرت تايلور على موقع قاعدة بيانات الفيلم (الإنجليزية)
- ألبرت تايلور على موقع كينوبويسك (الروسية)